# Maurizio Mannelli
Maurizio Mannelli (ur. 1 stycznia 1930 w Rzymie, zm. 24 maja 2014) – włoski piłkarz wodny, brązowy medalista olimpijski z Helsinek.
Wraz z kolegami zdobył brązowy medal na Letnich Igrzyskach Olimpijskich 1952 w Helsinkach. Zagrał tam w 8 meczach.